# Luca Squeri
Luca Squeri (Milano, 18 dicembre 1961) è un politico e imprenditore italiano, dal 15 marzo 2013 deputato alla Camera per Forza Italia.

## Biografia
Figlio di Carlo Squeri, che prese parte alla Resistenza come partigiano cattolico e nel secondo dopoguerra fu sindaco del comune di San Donato Milanese e deputato alla Camera nella VII legislatura per la Democrazia Cristiana, ha anticipato il servizio militare nell'Arma dei Carabinieri e si laurea in scienze giuridiche con una tesi su “La formazione del Governo nella Costituzione e nella prassi politica italiana”.
Dal 1993 è sposato con Isabella e con cui ha avuto tre figli: Federica Isotta, Rebecca e Marco.

### Attività professionale
Dopo alcune esperienze lavorative nella Direzione marketing del quotidiano economico e finanziario Italia Oggi e nello staff del Direttore vendite di una multinazionale americana, nel 1988 diventa imprenditore nel settore della distribuzione carburanti.
Prosegue l'attività del padre quale Consigliere nazionale della Associazione Nazionale Partigiani Cristiani (ANPC), fondata da Enrico Mattei nel 1947.
Tra i fondatori del Centro Italiano per la Previdenza dei Gestori Distributori di Carburante (CIPREG), si dedica attivamente a diverse associazioni di categoria del suo settore lavorativo, diventando nel 1994 Presidente dell‘Associazione Nazionale Imprese Servizi Autostradali (ANISA) e nel 2003 Presidente Nazionale della Federazione Italiana Gestori Impianti Stradali Carburanti (FIGISC).
Le tragiche circostanze della morte di suo fratello (vittima di una rapina a un distributore di benzina) e di altri colleghi del suo settore, vittime della criminalità, lo hanno portato ad una spiccata attenzione ai temi della legalità e al contrasto alla criminalità. Nell'ambito di Confcommercio è stato Presidente Nazionale della Commissione Sicurezza e Legalità e componente dell'Osservatorio Socio Economico sulla Criminalità del Consiglio Nazionale dell'Economia e del Lavoro (CNEL), e dal CNEL stesso designato quale membro effettivo del Comitato di Solidarietà per le vittime del racket e dell'usura istituito presso il Ministero dell'Interno.
Per Confcommercio nazionale è stato membro di Giunta e componente del Comitato di Presidenza e della Commissione confederale per il rinnovo del contratto collettivo nazionale di lavoro per i dipendenti di aziende del terziario, Consigliere di Amministrazione della Scuola Superiore del Commercio, del Turismo, dei Servizi e delle Professioni di Milano, Consigliere di Amministrazione Promo.Ter, l'ente con il quale l'Unione del Commercio di Milano elabora servizi alle imprese e Consigliere di Amministrazione del FASDAC (Fondo Assistenza Sanitaria Dirigenti Aziende Commerciali). Attualmente è membro del Consiglio della Confcommercio di Milano, Lodi, Monza e Brianza e componente della Consulta del Presidente.
Nell'ambito dell'economia milanese e lombarda è stato Consigliere della Camera di commercio di Milano; Consigliere di Amministrazione di CED Camera, azienda di servizi della Camera di Commercio per lo sviluppo, l'innovazione e la razionalizzazione delle sue attività; Consigliere di Amministrazione dell'Ente Mutuo di assistenza degli esercenti della provincia di Milano; Consigliere di Amministrazione S.A.C.B.O S.p.a., società per la gestione dell'aeroporto civile internazionale di Bergamo Orio al Serio.

### Attività politica
Alle elezioni comunali in Lombardia del 1994 si candida al consiglio comunale di San Donato Milanese, tra le liste del Partito Popolare Italiano-Patto Segni a sostegno del candidato sindaco del centro-sinistra Gabriella Achilli, venendo eletto per la prima volta consigliere comunale.
Nel 1998 aderisce a Forza Italia, con cui alle comunali lombarde di quell'anno si candida come sindaco di San Donato Milanese, sostenuto da Forza Italia, Alleanza Nazionale e Centro Cristiano Democratico-Cristiani Democratici Uniti-Unione Civica, ottenendo il 33,88% dei voti e venendo sconfitto al primo turno dalla sindaca uscente del centro-sinistra Gabriella Achilli. Alla successiva tornata elettorale del 2002 si ricandida a sindaco, sostenuto da Forza Italia, Alleanza Nazionale, Partito Repubblicano Italiano-Insieme per San Donato, Unione dei Democratici Cristiani e di Centro, Lega Nord e le liste W la Nostra Città e Liberali per San Donato di Gabriele Pagliuzzi, ottenendo il 43,97% dei voti e venendo nuovamente sconfitto al primo turno questa volta dal vicesindaco uscente DS Achille Taverniti. Viene rieletto in entrambe la occasioni consigliere comunale in quanto candidato sindaco non eletto.
Nel 2009 aderisce alla confluenza dI Forza Italia nel Popolo delle Libertà (PdL), dove nel 2012 diventa Responsabile provinciale di Milano.
Dal 9 luglio 2009 a 23 giugno 2014 è stato assessore con deleghe al Bilancio, alla Programmazione finanziaria, al Patrimonio e al Demanio nella giunta provinciale di Milano presieduta da Guido Podestà.
Alle elezioni politiche del 2013 viene candidato alla Camera dei deputati, tra le liste del PdL nella circoscrizione Lombardia 1 in quinta posizione, risultando eletto deputato. Nella XVII legislatura della Repubblica è stato componente della 9ª Commissione Trasporti, poste e telecomunicazioni, di cui ha ricoperto l'incarico di segretario dal 7 maggio 2013 al 20 luglio 2015, della 10ª Commissione Attività produttive, commercio e turismo e della Commissione parlamentare d'inchiesta sul rapimento e morte di Aldo Moro.
Alle elezioni politiche del 2018 viene ricandidato alla Camera nel collegio uninominale Lombardia 1 - 10 (Cologno Monzese), sostenuto dalla coalizione di centro-destra in quota forzista, venendo rieletto a Montecitorio con il 39,77% dei voti e superando i candidati del centro-sinistra Morena Lucà (28,57%) e del Movimento 5 Stelle Alessia Daniele (25,17%). Nel corso della XVIII legislatura è stato membro e capogruppo di Forza Italia nella 10ª Commissione Attività produttive, commercio e turismo, oltre a far parte del Direttivo del Gruppo con delega all’Energia.
Ad aprile 2022 viene nominato Responsabile nazionale del dipartimento Energia di Forza Italia.
Alle elezioni politiche anticipate del 2022 viene ricandidato alla Camera ed eletto per la terza volta nel collegio plurinominale Lombardia 3 - 02.